# Дешатски езера
Дешатските езера (на македонска литературна норма: Дешатски езера) са езера в планината Дешат, през която минава държавната граница между Северна Македония и Албания.
От високопланинските ледниковите езера в Дешат пет са на изток от централното било, в македонската част на планината. Три от тях са разположени в изворния район на река Лопушник, едно в изворния район на река Битушница и едно на вододела между Лопушник и Требишката река. Две от езерата са циркусни, а три са по дъното на речна долина (Лопушник).
Някои езера в македонската част на Дешат:
- Света Неделя (1850 m н.в.), с площ 144 кв.м.
- Южното езеро (1770 m). Площ – 423 кв.м.
- Северното езеро (1770 m), недалеко от Южното езеро. Площ – 631 кв.м.
- Турен камък (1970 m), под главното било на планината, в изворната област на река Битушница, с площ 173 кв.м.
- Локув (1565 m), най-голямото езеро в планината Дешат, с площ 4000 кв.м. В езерото има остров с площ 1260 кв.м. Периферният дял на езерото е с буйна мочурищна растителност.